# Estación de Pino Montano
Pino Montano es una estación en construcción de la Línea 3 del Metro de Sevilla que se encuentra ubicada en la calle Agricultores, junto al Parque de Bomberos, en el barrio de Pino Montano y cuya boca de metro se encontrará situada en el mismo bulevar central. 
Se construirá con el vestíbulo a nivel de calle mientras que los andenes se construirán a 8,50 metros bajo rasante. 

## Accesos
- Agricultores Calle Agricultores, s/n (esquina calle Estrella Espiga).
- Agricultores, s/n (esquina calle Cigarrera).

## Líneas y correspondencia
| << cabecera | < estación         | línea | estación > | cabecera >>          |
| ----------- | ------------------ | ----- | ---------- | -------------------- |
| Terminal    | Pino Montano Norte |       | Los Mares  | Hospital V. de Valme |

## Conexiones

### Autobuses urbanos
Diversas líneas de autobuses urbanos propiedad de la empresa TUSSAM tienen parada en la proximidad de la futura estación.
| N.º de parada | LÍNEA | Trayecto                       | Zona           |
| ------------- | ----- | ------------------------------ | -------------- |
|               | 3     | Bellavista - Pino Montano      | Transversal    |
|               | 12    | Ponce de León - Pino Montano   | Radial Norte   |
|               | 13    | Plaza del Duque - Pino Montano | Radial Norte   |
|               | C6    | Circular                       | Circular Norte |
|               | LN    | Pino Montano - Prado           |                |